# Грималюк Ростислава Михайлівна
Ростислава Михайлівна Грималюк (до шлюбу Голубець; нар. 1 серпня 1960, Львів) — українська мистецтвознавиця, доцентка кафедри книжкової графіки Української академії друкарства (від 1999). Старша наукова співробітниця відділу мистецтвознавства Інституту народознавства НАН України (від 2006). Кандидат мистецтвознавства (декоративне і прикладне мистецтво; 1996). Членкиня Національної спілки художників України (1998).

## Життєпис
Народилася 1 серпня 1960 року у Львові в родині професора, академіка Національної академії наук України, заслуженого діяча науки і техніки України М. А. Голубця.
Протягом 1977—1982 років навчалася у Львівському державному інституті прикладного і декоративного мистецтва на кафедрі декоративного і прикладного мистецтва.
У травні 1996 року захистила дисертацію на тему: «Вітражі Львова кінця XIX — початку XX століття» на отримання наукового ступеня кандидата мистецтвознавства (наукова керівниця — доктор мистецтвознавства Фаїна Петрякова).
У 1996—2006 роках — наукова співробітниця, від 2006 року — старша наукова співробітниця відділу мистецтвознавства Інституту народознавства НАН України. Одночасно від 1999 року — доцент кафедра книжкової графіки Української академії друкарства у Львові. Від 1998 року членкиня Національної спілки художників України.
Досліджує українське образотворче мистецтво кінця XIX — початку XX століття, особливості синтезу мистецтв в архітектурному середовищі міст заходу України.

## Праці
- «Вітражі Петра Холодного» // Дзвін. — 1991. — № 11. — С. 150—154.
- «До історії створення вітражу в каплиці Покрови в церкві Різдва Христового оо.василіян» // Історична, мистецька, архітектурна спадщина Жовкви». — Жовква, 1998. — С. 129—132.
- «Історія Русі-України у вітражах Успенської церкви у Львові» — Родовід. — 1995. — № 12.
- «Невтрачені шедеври: невтрачений ансамбль церкви у Мразниці» // Альманах-94 Львівської академії мистецтв». — Львів, 1995.
- «Вітражні оздоби громадських споруд Львова кінця XIX — початку XX століть: Загальний огляд» // Записки НТШ: Праці комісії образотворчого та ужиткового мистецтва. — Т. 236. — Л., 1998.
- «Християнські мотиви у вітражному мистецтві модерну (вітражі Вірменської церкви)» // Народознавчі зошити. — Л., 2003. — Ч. 1—2 (49—50).
- «Творчість М. Сосенка в часі становлення естетичних пріоритетів сецесії в західноукраїнському мистецтві початку XX ст.» // Народознавчі зошити. — Л., 2004. — Ч. 3—4. (57—58).
- Вітражі Львова кінця XIX — початку XX століть: монографія. — Львів : Центр Європи, 2004. — 240 с. — ISBN 966-02-2844-9.
- «Настінні розписи і вітражі церкви Пресвятого Серця Христового у Жовкві» // Вісник Харківської державної академії дизайну і мистецтв. — 2005. — № 1.
- «Естетика модерну в західноукраїнському мистецтві межі XIX—XX століть» // Записки НТШ: Праці секції архітектури та містобудування. — Т. 269. — Л., 2005.

## Родина
- Батько — український державний та політичний діяч, народний депутат України 1-го скликання, доктор біологічних наук, професор, академік Національної академії наук України, Заслужений діяч науки і техніки України Михайло Голубець[4];
- Брат — український мистецтвознавець, професор кафедри дизайну та основ архітектури Інституту архітектури Національного університету «Львівська політехніка» та завідувач кафедри художньої кераміки Львівської національної академії мистецтв, доктор мистецтвознавства, член-кореспондент Національної академії мистецтв України Орест Голубець[5];
- Чоловік — український художник, доцент кафедри академічного живопису Львівської національної академії мистецтв Микола Грималюк[6].